# Claude Neau
 (juin 2011).
Si vous disposez d'ouvrages ou d'articles de référence ou si vous connaissez des sites web de qualité traitant du thème abordé ici, merci de compléter l'article en donnant les références utiles à sa vérifiabilité et en les liant à la section « Notes et références ».
Pour les articles homonymes, voir Neau (homonymie).
Claude Neau, née en 1950 en Vendée, est une chanteuse et comédienne française. Elle a signé à ce jour trois albums studio.[réf. souhaitée]

## Biographie
Après une faculté de Lettres à Poitiers où elle fait du théâtre universitaire avec Alain Lebon, elle rencontre la Compagnie du Théâtre de l'Unité. Elle fait une formation de comédienne avec Jacques Livchine et Hervée de Lafond, "professeurs" burlesques avec lesquels elle fait le tour du monde en théâtre de rue et festivals étrangers : elle joue, entre autres, la Mariée dans Le plus beau jour de ma vie.
Côté chant, elle chante du Swing, de la Chanson Réaliste, du Latin, et du Rock avec son groupe Garden Swing.

## Carrière musicale
Mes nuits à Saint-Germain des Prés, son premier album, parait en 1991. Elle sort son second album, Cabarets des grands soirs, en 1998. En avril 2011, elle décide de sortir son troisième album intitulé Sentimental Swing. Afin de le promouvoir, elle part en tournée pour faire des concerts avec le groupe Garden Swing : Didier Guegdes (guitariste) et Frédérik Debraine (contrebasse).

## Théâtre
Spectacles de rue et théâtre ; Molière : Don Juan dans la France entière. Claude Neau y joue Sganarelle et Elvire.
Elle joue avec Jean-Marie Lecoq et Gilles Galliot dans des comédies musicales.
Elle joue avec la Compagnie de la Reine de Montansier, avec Jean-Daniel Laval, Frosine (L'Avare - Molière) et Madame Peachum (Opéra de quat'sous - Brecht/K. Weil).
Elle joue avec la Compagnie Trottoir Express des personnages burlesques et poétiques qui jouent dans la rue, médiathèques, mairies etc. dans des concepts variés.
Elle joue avec la Ligue d'Improvisation des Yvelines et celle de Paris.